# Unkei

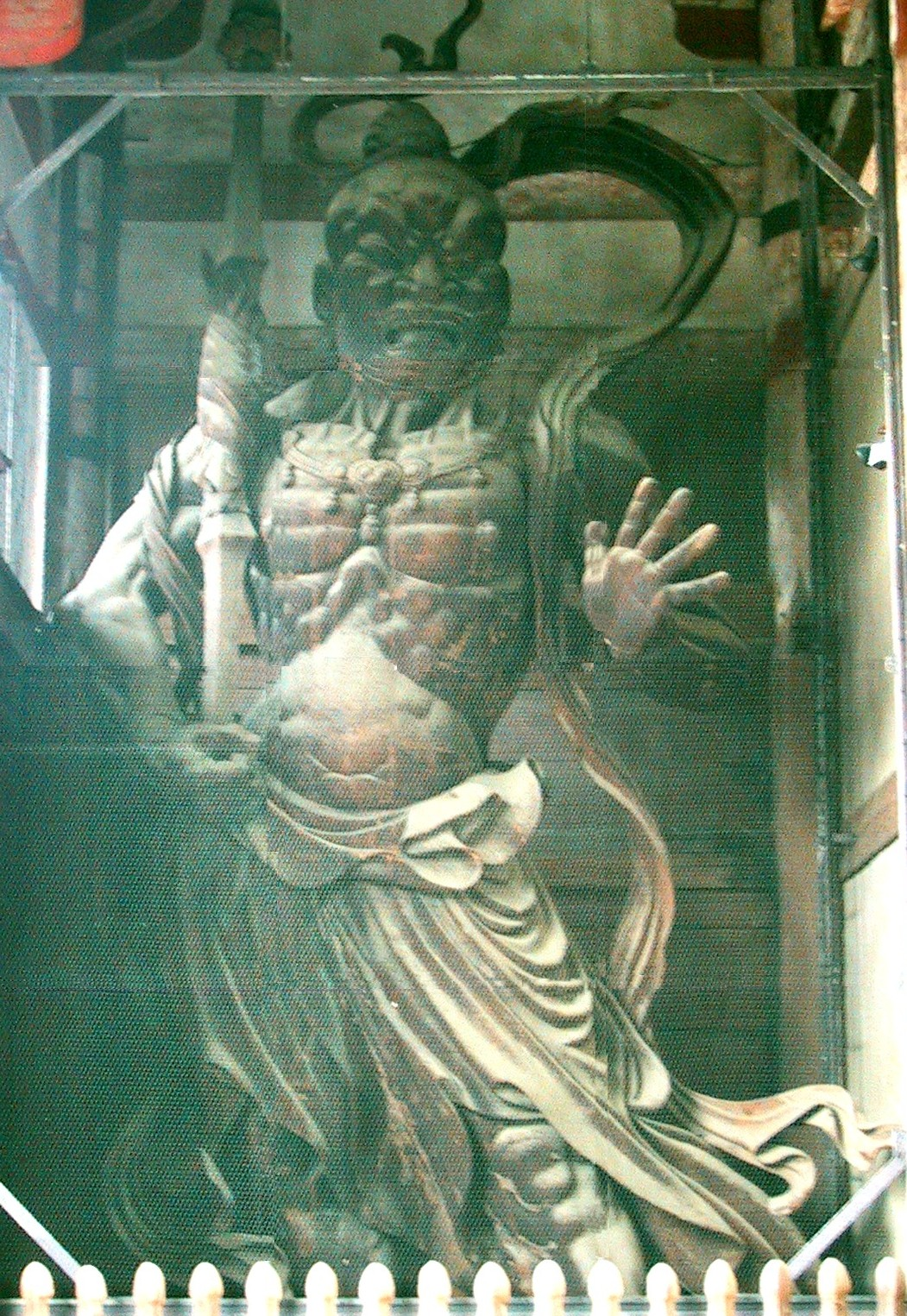
Estatua de Agyō, uno de los dos guardianes Niō en el Nandaimon, en la entrada del templo Tōdai-ji en Nara, hecho por Unkei.

Unkei (運慶?   1151 – Kioto, 1223) fue un escultor japonés de la escuela Kei, que floreció en la era Kamakura. Es considerado el más importante de los escultores de Japón; debido a su especialización en estatuas de Buda y otras figuras budistas, confeccionadas con un toque realista, nunca realizado en el país; y por lo tanto es el principal miembro de la escuela Kei.

## Biografía
Nació dentro de una familia de escultores, su padre Kōkei también fue un conocido escultor. Durante su juventud, ya era conocido por sus obras; el primer trabajo al que se le atribuye es la estatua Buda Dainichi del Enjō-ji en 1176.
Fue un devoto budista, transcribió dos copias de la Sutra del loto en 1183 con la ayuda de dos monjes calígrafos y una mujer llamada Akomaro, quien patrocinó la obra.
Desde la década de 1180, Minamoto no Yoritomo y el clan Hōjō le encargaron a él y a su familia, la elaboración de varias esculturas en los templos budistas. Cuando se instauró el shogunato Kamakura, este gobierno concedió a la familia de Unkei la creación de esculturas, principalmente por el estilo sencillo y vigoroso de estas.
En 1203 trabajó con Kaikei, en colaboración con dos escultores maestros y dieciséis asistentes, la creación de dos figuras de guardianes en la puerta de Nandaimon (Gran Puerta del Sur) en el Tōdai-ji en Nara. Las estatuas, conocidas como Kongō Rikishi o Niō, tienen una altura de 26 pies. El equipo de escultores terminó de confeccionarlos en 72 días, usando la técnica de escultura yosegi, en donde se confeccionan varias piezas separadas y luego se combinan para acabar con la escultura.
Entre 1208 y 1212, esculpió la figura de un Buda Maitreya (Miroku Butsu) en  Tōdai-ji, junto con otras figuras que incluían dos bodhisattva, el Shitennō (Cuatro Reyes Celestiales) y un par de arhats hindúes (rakan) llamados Muchaku y Seshin; sólo el Miroku Butsu y los rakan permanecen intactos en la actualidad.
Luego de este trabajo, Unkei trasladaría la escuela Kei a Kioto, donde permanecería sus últimos años hasta su muerte. El estilo de Unkei sería legado a sus hijos, en especial a Tankei.

## Estilo
Inicialmente imitó el estilo de su padre Kōkei, y de su contemporáneo, Kaikei, cuyo estilo era puramente tradicional y poco vigoroso, expresando la delicadeza como detalle.En el momento de la elaboración de los guardianes en Tōdai-ji, se comienza a expresar emociones vigorosas como el temor o el miedo.; con las esculturas realizadas en 1210 en el Hokuendō (Salón Octogonal del Norte) en Tōdai-ji, se demuestra el cenit del estilo expresivo de Unkei.
El Miroku Butsu de Unkei, fue confeccionado sobre la base de la tradición de las figuras de Buda, incluyendo el Tori Busshi, hecho por su padre. Por lo general, las estatuas de Buda lo muestran sentado y mostrando un halo intrincado a su espalda. No obstante, Unkei se enfocó en dar un mayor realismo agregando cristales en sus ojos y otros detalles profundos. De hecho, Unkei no sigue los cánones budistas en cuanto a las proporciones de las esculturas, establecidas por el monje Jōchō en la era Heian. El Miroku Butsu posee un largo torso y éste no coincide con la distancia entre las rodillas (el antiguo estilo era usado por los escultores desde hace 150 años). A pesar con esta nueva proporción, el Buda de Unkei no se ve desbalanceado o desfigurado, en cambio se le observa más amable y enfático. Este estilo fue una novedad creada por Unkei.
También este estilo fue aplicado en las otras estatuas de Unkei. En el caso de los guardianes del Tōdai-ji, poseen una contraposición con sus posturas dramáticas. Su musculatura, a pesar de que es deforme, es bastante detallada, y da la sensación de movimiento. Representan el estilo de vida guerrera y los ideales samurái, en un intento de identificarse con el shogunato.
Los rakan de Unkei, fueron elaborados con un gran nivel de realismo, en una especie de retrato a escala natural. Ambas estatuas poseen detalles que resaltan la personalidad de ambos personajes. Muchaku es descrito como un hombre que posee cierto grado de sabiduría, con una actitud reservada y pensativa. Seshin, en cambio, se le muestra hablando y gesticulando, como en mitad de una conversación, con una actitud extrovertida, opuesta al calmo de Muchaku. Cada uno de ellos son mostrados como individuos y no como un grupo.
Debido a que la familia de Unkei colaboraba en conjunto con sus obras, es difícil determinar cual de estas nuevas técnicas fueron realizadas personalmente por Unkei. Despreciando aquello, este estilo fue adoptado por los seguidores y descendientes de Unkei, incluyendo sus hijos Tankei, Kōun, Kōben y Kōshō, que elaboraron importantes esculturas hasta mediados de la era Kamakura. En especial, Kōben y Kōshō llevarían el estilo de Unkei a nuevos extremos.